# Chang Ko-hsin
Chang Ko-hsin (chinesisch 張可欣, * 20. Juni 1980) ist eine ehemalige taiwanische Leichtathletin, die sich auf den Stabhochsprung spezialisiert hat.

## Sportliche Laufbahn
Erste internationale Erfahrungen sammelte Chang Ko-hsin vermutlich im Jahr 1998, als sie bei den Juniorenweltmeisterschaften in Annecy mit übersprungenen 3,50 m in der Qualifikationsrunde ausschied. Anschließend belegte sie bei den Asienspielen in Bangkok mit 3,70 m den fünften Platz. 2000 gewann sie bei den Asienmeisterschaften in Jakarta mit 3,90 m die Silbermedaille hinter der Japanerin Takayo Kondō und im Jahr darauf gelangte sie bei den Ostasienspielen in Osaka mit 3,90 m auf Rang sieben, ehe sie bei der Sommer-Universiade in Peking mit 3,80 m auf Rang 15 gelangte. 2002 belegte sie bei den Asienmeisterschaften in Colombo mit 3,90 m den sechsten Platz und gelangte anschließend bei den Asienspielen in Busan mit 3,80 m ebenfalls auf Rang sechs. Im Jahr darauf wurde sie bei den Asienmeisterschaften in Manila mit 3,60 m Sechste und belegte dann bei den Afro-asiatischen Spielen in Hyderabad mit 3,80 m den fünften Platz. 2004 gewann sie bei den erstmals ausgetragenen Hallenasienmeisterschaften in Teheran mit 3,95 m die Bronzemedaille hinter der Chinesin Zhang Na und Roslinda Samsu aus Malaysia und 2005 gewann sie bei den Asienmeisterschaften in Incheon mit 4,10 m die Silbermedaille hinter der Chinesin Gao Shuying und stellte mit dieser Höhe einen neuen Landesrekord auf. Anschließend wurde sie bei den Ostasienspielen in Macau mit derselben Höhe Vierte. In den folgenden Jahren bestritt sie nur noch vereinzelt Wettkämpfe und beendete 2013 endgültig ihre aktive sportliche Karriere.
In den Jahren 2002 und 2005 wurde Chang taiwanische Meisterin im Stabhochsprung.

## Persönliche Bestleistungen
- Stabhochsprung: 4,10 m, 12. April 2003 in Kaohsiung
  - Stabhochsprung (Halle): 3,96 m, 20. Februar 2004 in Tsaotun